# Krzysztof Czarnota
Krzysztof Czarnota (ur. 6 lipca 1968) – polski pisarz, autor tekstów, satyryk, scenarzysta programów rozrywkowych, koniarz, terapeuta. W swoim życiu zajmował się bardzo wieloma rzeczami. Jest Trenerem i hodowcą koni arabskich. Ujeździł kilkaset wierzchowców, przez lata pełniąc rolę końskiego psychologa. Jako zawodnik w dyscyplinie Konnych Rajdów Długodystansowych ma na koncie starty i zwycięstwa w międzynarodowych zawodach. Studiował też Terapie Naturalne i jest dyplomowanym terapeutą Techniki Bowena. 

## Radio
Brał udział i współtworzył audycje satyryczne Polskiego Radia m.in. ZSYP (Polskie Radio Program I), Parafonia (Polskie Radio "Trójka"), Tygodnik Satyryczny KIWI (rozgłośnie regionalne). 

## Estrada
W latach dziewięćdziesiątych występował w kabarecie „Sześćdziesiątka", będąc jego współtwórcą. Przez wiele lat tworzył aktorsko-autorski duet estradowy z Piotrem Pręgowskim. Jako autor monologów pojawiał się na scenie w różnych programach estradowych m.in. w „Podwieczorku przy mikrofonie”, u Marka Majewskiego, Pawła Dłużewskiego, Kabarecie OTTO.

## Telewizja
Brał udział, współtworzył, pisał teksty i scenariusze do wielu programów telewizyjnych m.in.:
„Flirty z Figlami” (TVP)
„Kabaret Sześćdziesiątka przedstawia” (TVP)
HBO „Na stojaka”.
„Ananasy z mojej klasy” (TVN)
„Cafe Polsat” (Telewizja Polsat)
„Wieczór z Alicją” (TVP)
„Opolski Kabareton” (Telewizja Polsat)
„Galicja, ludzie i miasta – koni żal” (TVP Historia)

## Prasa
Jest autorem tekstów satyrycznych i felietonów do różnych tytułów prasowych m.in.: Szpilki, Życie, Głos Wielkopolski, Tygodnik Zamojski. Pisał również sporo artykułów do prasy hipologicznej.

## Książki
Jako pisarz zadebiutował w roku 2003 ”Niosącą radość”, która wygrała ogólnopolski konkurs na powieść organizowany przez Wydawnictwo Zysk i s-ka. Książka szybko stała się bestsellerem, trafiła też do kanonu lektur biblioterapeutycznych. Od tego czasu powstało kilka innych powieści.